# KK Dinamo Zagreb
Der Košarkaški klub Dinamo Zagreb ist ein kroatischer Basketballverein aus Zagreb.

## Geschichte
Der Klub gründete sich 1972 als Košarkaški klub Rudeš, der in den folgenden Jahren in den unteren jugoslawischen und kroatischen Spielklassen der Ligaypramide antrat. Lange Zeit spielte die Mannschaft dabei in den 2000er und 2010er Jahren in der zweitklassigen A-2 Hrvatska košarkaška liga, 2017 gelang als Vizemeister der Centar-Zweitligastaffel die Qualifikation für die neu geschaffene Prva muška liga als zweithöchste Spielklasse. 
Im April 2020 wurde die Umbenennung des Klubs in KK Dinamo Zagreb beschlossen, die am 13. Mai des Jahres mit Eintragung im Vereinsregister umgesetzt wurde. Unter dem neuen Namen wurde die Mannschaft in der ersten Spielzeit Ligazweiter und erreichte in den anschließenden Play-offs das Endspiel gegen Zweitligameister KK Cedevita. In der Best-of-three-Runde um den direkten Aufstieg wurde ein drittes Spiel notwendig, das mit 78:82 verloren ging. In den anschließenden Relegationsduellen gegen den Tabellenvorletzten der erstklassigen HT Premijer liga Furnir Zagreb wurde der Aufstieg mit zwei Niederlagen verpasst.